# Laura Castelli
Laura Castelli (ur. 14 września 1986 w Turynie) – włoska polityk, posłanka do Izby Deputowanych XVII i XVIII kadencji.

## Życiorys
W 2006 ukończyła szkołę handlową ITC Sommeiller di Torino, a w 2010 studia ekonomiczne na Uniwersytecie Turyńskim. W 2009 zaangażowała się w działalność Ruchu Pięciu Gwiazd. Od 2010 pracowała w branży podatkowej, a także współpracowała z radnymi partii w radzie regionalnej Piemontu.
W wyborach w 2013 po raz pierwszy uzyskała mandat posłanki do Izby Deputowanych. W wyborach w 2018 z powodzeniem ubiegała się o parlamentarną reelekcję. Uczestniczyła następnie w zespole negocjującym koalicję Ruchu Pięciu Gwiazd z Ligą Północną. W czerwcu 2018 została wiceministrem w ministerstwie gospodarki i finansów. Funkcję tę pełniła do lutego 2021. Powróciła na ten urząd jeszcze w tym samym miesiącu w rządzie Maria Draghiego. W czerwcu 2022 opuściła Ruch Pięciu Gwiazd, współtworząc ruch polityczny Insieme per il Futuro. W tym samym roku zakończyła pełnienie funkcji rządowej.
W 2024 została przewodniczącą regionalnego ugrupowania Sud chiama Nord. W 2025 objęła funkcję dyrektora gabinetu miasta metropolitalnego Mesyna.